# FV 09 Bischmisheim
Der FV 09 Bischmisheim ist der Fußballverein des gleichnamigen Stadtteils Bischmisheim der Landeshauptstadt Saarbrücken. Der 500 Mitglieder starke Klub wurde im Jahre 1909 gegründet. Das Wappentier des Vereins ist der Rehbock. Seine Heimspiele trägt der FV 09 auf einem Kunstrasenplatz im „Allmet“ aus.

## Geschichte
Der Verein wurde am 28. Februar 1909 als SC 09 Bischmisheim gegründet, 1937 folgte die Zwangsfusion mit dem TV 1887 Bischmisheim zum VfL 1887 Bischmisheim. Mit dem Ende des Zweiten Weltkriegs wurde der Verein aufgelöst und 1946 als Sport- und Gesangsverein Bischmisheim neu gegründet. In den 1950er Jahren nahm er seinen heutigen Namen an.
Seine erfolgreichste Spielzeit hatte der Klub Mitte der 1960er, als die erste Mannschaft 1964/65 mit 41:11 Punkten Meister in der 2. Amateurliga Saar, Gruppe West, wurde und sich somit für die drittklassige Amateurliga Saarland qualifizierte. Dort belegte man in der Spielzeit 1965/66 noch vor dem punktgleichen FC Ensdorf den vorletzten Tabellenplatz. Das daraus folgende Entscheidungsspiel um den Klassenerhalt verlor Bischmisheim gegen Ensdorf mit 0:3.
Am Ende der Spielzeit 2022/23 stieg die 1. Mannschaft als Tabellenletzter der Fußball-Saarlandliga in die Verbandsliga Südwest ab.

## Erfolge

### Meisterschaften
- Meister der A-Klasse Süd: 1963/64
- Meister der 2. Amateurliga West: 1964/65
- Meister der Kreisliga A Halberg: 1991/92
- Meister der KL A Halberg: 2006/07
- Meister der Bezirksliga Süd: 2007/08
- Meister der Verbandsliga Südwest: 2018/19

### Vizemeister
- A-Klasse Südsaar: 1960/61, 1971/72
- Bezirksliga Süd: 1978/79
- Landesliga Süd: 2017/18

### Aufstiegsrunde
- Aufstiegsrunde zur Verbandsliga Südwest 2017/18: Sieger gegen SG Körprich-Bilsdorf